# SM Tb 100 M
SM Tb 100 M – austro-węgierski torpedowiec z okresu I wojny światowej typu Tb 98 M. Od 1920 roku służył w Grecji jako Kydoniai. Zatopiony przez niemieckie lotnictwo 26 kwietnia 1941 roku.

## Historia służby
SM Tb (Torpedowiec Jego Cesarskiej Mości) 100 M wszedł do służby w c.k. marynarce Austro-Węgier 15 marca 1916 roku, jako trzeci i ostatni okręt typu Tb 98 M. 21 maja 1917 roku nazwę skrócono do SM Tb 100. Służył bojowo podczas I wojny światowej.
Tb 100 przetrwał wojnę, po czym w 1920 roku został sprzedany do Grecji (wraz z bliźniaczymi Tb 98M i 99M oraz Tb 92F, 94F i 95F zbliżonego typu). Po wcieleniu do marynarki greckiej otrzymał nazwę: „Kydoniai”.
Po ataku Niemiec na Grecję, „Kydoniai” został zatopiony przez niemieckie lotnictwo 26 kwietnia 1941 roku koło Peloponezu.

## Opis
Tb 100 M wyposażony był w dwa kotły parowe typu Yarrow. Współpracowały one z dwoma turbinami parowymi Melms-Pfenniger. Okręt uzbrojony był początkowo w dwie armaty kalibru 66 mm L/30, pojedynczy karabin maszynowy Schwarzlose oraz dwie podwójne wyrzutnie torped kalibru 450 mm. Od 1917 roku rufową armatę 66 mm mocowano na okrętach tego typu na podstawie umożliwiającej prowadzenie ognia do celów powietrznych.
Na okrętach w greckiej służbie zamieniono uzbrojenie na jedną armatę 66 mm, jedno działko przeciwlotnicze 37 mm na rufie oraz dwie pojedyncze wyrzutnie torped 533 mm.